# Ligia rugosa
Ligia rugosa là một loài chân đều trong họ Ligiidae. Loài này được Jackson miêu tả khoa học năm 1938.